# Fergana Challenger 2010
Il Fergana Challenger 2010 è stato un torneo professionistico di tennis maschile giocato sul cemento, che faceva parte dell'ATP Challenger Tour 2010. Si è giocato a Fergana in Uzbekistan dal 17 al 22 maggio 2010.

## Partecipanti

### Teste di serie
| Nazionalità | Giocatore            | Ranking* | Testa di serie |
| ----------- | -------------------- | -------- | -------------- |
| Russia      | Aleksandr Kudrjavcev | 248      | 1              |
| Stati Uniti | Brendan Evans        | 252      | 2              |
| Giappone    | Tatsuma Itō          | 272      | 3              |
| Ucraina     | Serhij Bubka         | 276      | 4              |
| Slovacchia  | Andrej Martin        | 286      | 5              |
| Israele     | Noam Okun            | 289      | 6              |
| Russia      | Evgenij Kirillov     | 290      | 7              |
| Slovacchia  | Ivo Klec             | 305      | 8              |

- Ranking al 10 maggio 2010.

### Altri partecipanti
Giocatori che hanno ricevuto una wild card:
- Farruch Dustov
- Murad Inoyatov
- Llia Starkov
- Vaja Uzakov

Giocatori passati dalle qualificazioni:
- Gong Mao-Xin
- Denys Molčanov
- Wu Di
- Zhang Ze

Giocatori con uno special exempt:
- Jun Woong-Sun
- Lim Yong-Kyu

Giocatori con un protected ranking:
- Tomáš Cakl

## Campioni

### Singolare
Evgenij Kirillov  ha battuto in finale  Zhang Ze con il punteggio di 6–3, 2–6, 6–2

### Doppio
Brendan Evans /  Toshihide Matsui hanno battuto in finale  Gong Mao-Xin /  Li Zhe con il punteggio di 3–6, 6–3, [10–8]